# Денисов, Николай Михайлович (футболист)
Никола́й Миха́йлович Дени́сов (16 [28] апреля 1896, деревня Бурцево, Рузский уезд, Московская губерния — 13 января 1945, Бутырская тюрьма, Москва, СССР) — российский футболист-любитель (основной род занятий — инженер-гидротехник), нападающий. Провёл 1 матч за сборную Московской футбольной лиги и 3 матча за сборную Российской империи.

## Биография
Николай Михайлович Денисов родился в деревне Бурцево Клементьевской волости Рузского уезда Московской губернии (ныне — в Можайском районе Московской области) старшим сыном, третьим по счёту ребёнком из пяти, в зажиточной крестьянской семье Михаила Лазаревича и Анисии Петровны Денисовых. Отец в 1898 году основал в Москве собственную производственную контору по буровым работам (4—5 мастеров, 20—25 рабочих-бурильщиков) и управлял ею до самой смерти. В 1912 году он приобрёл в Москве два доходных дома: одноэтажный по Хапиловской улице, 89, и двухэтажный по Рыкунову переулку, 20, в одной из квартир которого поселился вместе с семьёй.
Николай Денисов учился в Техническом железнодорожном училище в Москве и параллельно увлечённо занимался футболом, с 1912 года играл в «Кружке футболистов Сокольники», а уже в 1913 году выступал в товарищеских матчах за сборные Москвы и Российской империи. По окончании училища в 1916 году был призван на германский фронт, откуда демобилизовался по ранению в 1918 году. В том же году умерли оба его родителя.
22 июля 1919 года женился на потомственной дворянке Александре Александровне Хруновой (1900—1985) — внучке тайного советника Петра Александровича Хрунова, военного хирурга, участника Хивинского похода. Молодожёны поселились в квартире мужа в Рыкуновом переулке, где семья проживала до 1960-х годов, когда дом был снесен за ветхостью. Их дети:
- Татьяна Николаевна Денисова (1921—1997)
- Ольга Николаевна Ткачёва (Денисова) (1923—1997)
- Николай Николаевич Денисов (1925—2001)
- Михаил Николаевич Денисов (1930—2019) — доктор геолого-минералогических наук, профессор. Главный научный сотрудник Всероссийского института экономики минерального сырья.

После 1929 года работал старшим инженером-гидротехником в «Бургеотресте» по обеспечению Москвы и Московской области питьевой водой, продолжая, таким образом, буровое дело своего отца. В годы Великой Отечественной войны осуществлял руководство работами по обеспечению водоснабжения частей Сталинградского и других фронтов. 5 ноября 1943 года арестован НКВД у себя в квартире. На следствии, как сообщил его однокамерник, себя виновным не признал и никого не оговорил. Осуждён Особым совещанием при НКВД. Умер в Бутырской тюрьме 13 января 1945 года от туберкулёза. Решением Военной коллегии Верховного суда 29 марта 1956 года реабилитирован за отсутствием состава преступления.

## Карьера

### Клубная
Выступал за клуб «КФС».
11 апреля (24 апреля) 1914 года в составе сборной Московской футбольной лиги забил единственный гол в ворота противника в товарищеском матче с командой Лондонского университета, посвящённом открытию нового стадиона Клуба Спорта «Орехово» в городе Орехово-Зуево. Матч, на котором присутствовало около 6000 зрителей, завершился со счётом 2:1 в пользу гостей:

Первый тайм остался за англичанами. 1:0. В середине второго форвард Денисов забил ответный мяч. Однако сборная футбольная команда Лондонского университета сумела провести ещё один мяч и вышла победителем.— 

### В сборной
Дебютировал за сборную России 14 сентября 1913 года в товарищеском матче против Норвегии.

Правый крайний Денисов<…> Сразу игра начинается жаркая, изобилующая многими интересными моментами. Сперва нападает Россия и частенько обстреливает норвежские ворота. Однако голкипер на высоте своего призвания и хорошо берет не только shout`ы издалека, но работает удачно и в толкучке. В середине первой половины интересный момент: Денисов хорошим пасом посылает мяч в центр; Житарев с хода берет его в 5 шагах от гола полувоздушным ударом. Однако Оммот отбивает этот, казалось бы, неминуемый гол.
— «Футболист». Московская Газета. 1913 год

### Матчи и голы за сборную Российской империи
| Матчи и голы Николая за сборную Российской империи | Матчи и голы Николая за сборную Российской империи | Матчи и голы Николая за сборную Российской империи   | Матчи и голы Николая за сборную Российской империи | Матчи и голы Николая за сборную Российской империи | Матчи и голы Николая за сборную Российской империи | Матчи и голы Николая за сборную Российской империи |
| №                                                  | Дата                                               | Место                                                | Оппонент                                           | Счёт                                               | Голы                                               | Соревнование                                       |
| -------------------------------------------------- | -------------------------------------------------- | ---------------------------------------------------- | -------------------------------------------------- | -------------------------------------------------- | -------------------------------------------------- | -------------------------------------------------- |
| 1                                                  | 14 сентября 1913                                   | Стадион СКС Москва, Российская империя               | Норвегия                                           | 1:1                                                | —                                                  | Товарищеский матч                                  |
| 2                                                  | 5 июля 1914                                        | Королевский (Олимпийский) стадион, Стокгольм, Швеция | Швеция                                             | 2:2                                                | —                                                  | Товарищеский матч                                  |
| 3                                                  | 12 июля 1914                                       | Осло, Норвегия                                       | Норвегия                                           | 1:1                                                | —                                                  | Товарищеский матч                                  |

Итого: 3 матча; 0 побед, 3 ничьих, 0 поражений.

### Завершение карьеры
После возвращения с фронта из-за травмы колена был вынужден прекратить карьеру полевого игрока, однако в 1920—1922 годах всё ещё судил матчи МФЛ.

## Оценки
По мнению безымянного корреспондента московской газеты «Футболист» (1913), Николай Михайлович попал в сборную России и получил место крайне правого игрока случайно. Характерной особенностью его игры является «сильный удар в гол, абсолютно непригодный для паса в центр». К достоинством же Денисова корреспондент относит быстрый бег, физическую силу и «умение вырываться».

## Комментарии
1. ↑  Среди предков Анны Александровны Хруновой вице-адмирал Алексей Андреевич Сарычев, командующий Черноморской эскадрой и генерал-майор Карл Осипович Оде-де-Сион, видный деятель российского военного образования.
2. ↑  1929 год — первое упоминание «Бургеотреста» в составе Московского областного коммунального хозяйства (МОКХ).
1930 год — На базе бывшего Картоиздательства и акционерного общества «Проектгражданстрой» было организовано акционерное общество «Гипрогор», подчиненное Главному Управлению Хозяйства РСФСР.
1937 год — На базе сектора съемок «Гипрогора» организован трест «Горгеосъемка».
1941 год — Тресты «Горгеосъемка», «Геоконтора», находящиеся в ведомстве МОКХа и «Буртрест» объединены под наименованием «Бургеотрест» Наркомхоза РСФСР.